# 沃羅尼夫卡 (蘇梅區)
51°6′4″N 34°17′44″E / 51.10111°N 34.29556°E
沃羅尼夫卡（烏克蘭語：Воронівка）是位於烏克蘭東北部的村莊，由蘇梅州蘇梅區的比洛皮利亞市鎮負責管轄。該村處於維爾河左岸，距離扎里奇內和揚琴基1公里，海拔高度145米，2001年人口57。